# Togon Temür
Togon Temür (mongolsky Тогоонтөмөр; 25. května 1320 – 23. května 1370), z rodu Bordžiginů byl poslední císař říše Jüan a veliký chán Mongolů (s titulem Uchagantu-chán, klasická mongolština: Uqaɤantu qaɤan, mongolsky Ухаант хаан, doslova „Bystrý chán“) vládnoucí Mongolsku, Číně a okolním zemím. Jeho vládu vyplnily boje uvnitř mongolské elity říše a čínské národní povstání rudých turbanů. Ve válkách v Číně získala převahu nová říše Ming, jejíž armáda roku 1368 vyhnala císaře z Číny. Jeho potomci nadále vládli Mongolsku jako dynastie Severní Jüan.

## Mládí
Togon Temür byl synem mongolského knížete Chošily, pravnuka prvního jüanského císaře Chubilaje, narodil se v době Chošilova exilu ve střední Asii. Togonovou matkou byla dcera jednoho z náčelníků Karluků.
Po skončení občanské války následující po smrti císaře Jesün Temüra roku 1328 se s otcem vrátil do Šang-tu. Jeho otec po krátké vládě zemřel v srpnu 1329, načež nastoupil Chošilův bratr Tug Temür, který odeslal Togon Temüra do Koreje a pak do Kuang-si.
Tug Temür zemřel roku 1332. Jeho vdova Budaširi-chatun, podle přání zemřelého, pominula jejich syna El Tegüse a dosadila na trůn mladšího Chošilova syna Rinčinbala. Když Rinčinbal po dvou měsících zemřel, regent El Temür opět naléhal na vyzdvižení El Tegüse, ale Budaširi poslala pro Togon Temüra. Z obavy, že bude volán k odpovědnosti za smrt Chošily, odkládal El Temür uvedení mladého prince na trůn, dokud na jaře 1333 nezemřel. V červenci 1333 byl Togon Temür konečně korunován.

## Vláda
Togon Temür jmenoval bratrance El Tegüse korunním princem, silný vliv si zachovala vdova Budaširi. Ve vládě získal rozhodující postavení velitel císařských gard Bajan, který v několika čistkách odstranil El Temürovy příbuzné a stoupence. Prováděl konzervativní politiku, zahleděnou do Chubilajovy éry jako ideálu stability, a odmítající čínský vliv. Proto uzavřel akademii Chan-lin, zrušil úřednické zkoušky a čistil úřady od Číňanů. Držel pod kontrolou finance – omezil náklady na císařský dvůr, snížil daně, poskytl úlevy oblastem zasaženým přírodními neštěstími. Roku 1339 dosáhl na funkci kancléře.
Jak císař dospíval, rostla v něm nespokojenost s Bajanovou autokratickou vládou. Roku 1340 společně s Bajanovým bratrem Madžartajem zorganizoval puč. Bajan zemřel na cestě do exilu, Budaširi a El Tegüs byli vypovězeni ode dvora, úřady očištěny od Bajanových stoupenců. Do čela nové vlády se dostal Madžartaj, od roku 1341 kancléř, a jeho syn Togto. Byla vyhlášena nová éra vlády a rázně změněna vládní politika, nabrala nyní prokonfuciánský směr. Do metropole se vrátila řada čínských literátů, kteří předtím byli vypovězeni do provincií nebo odešli sami, vláda obnovila úřednické zkoušky. Togto osobně řídil sepsání oficiálních historií předešlých dynastií Sung, Liao a Ťin.
V červnu 1444 byli Togto i jeho otec odvoláni a roku 1347 posláni do Kan-su. Následující krátkodobé administrativy nebyly schopny udržet autoritu centrální vlády a zabezpečit pořádek a bezpečnost v Číně. Zemi postihla řada záplav, hladomorů a epidemií, nespokojenost obyvatelstva vyvolávala inflace a nucené práce (především na opravách vodních děl). Neschopnost vlády efektivně pomoci lidem vedla ke ztrátě podpory mezi nimi. Mezi obyvatelstvem se šířila mesianistická víra Bílého lotosu. Od konce 40. let propukala stále nebezpečnější povstání.
Roku 1349 císař povolal Togta zpátky ke dvoru a jmenoval jej kancléřem. Opatření nové administrativy (inflační finanční reforma a nahnání desetitisíců rolníků na opravu kanálů na Chuang-che) ale jen vyostřila situaci. Roku 1351 vzplanulo dlouho nazrávající povstání rudých turbanů, které zachvátilo rozsáhlé oblasti střední a severní Číny. Togto v čele armády v letech 1352–1354 rozprášil rebely v Che-nanu, An-chueji i Chu-peji, ale počátkem roku 1355 byl císařem, obávajícím se přílišného zesílení svého kancléře, odvolán. Poté jüanská vláda definitivně ztratila kontrolu nad provinciemi, povstalci znovu ovládli střední Čínu a jednotliví jüanští vojevůdci bojovali mezi sebou s nemenší vervou než s povstalci.
Císař postupně ztratil zájem o vládu a rezignoval na vměšování se do politických střetů. Náhradou se věnoval lovu, ženám a konstruování mechanických zařízení sloužících k zábavě dvora. Jeho syn Ajuširidara, jmenovaný roku 1353 korunním princem, se při pokusu o uchopení moci dostal do konfliktu s císařovými stoupenci. Císař, neschopný spor vyřešit smírně, nechal ministry podporující prince popravit. Na to roku 1364 reagoval Bolod Temür, jüanský generál kontrolující provincii Šan-si, tažením na Ta-tu (hlavní město, dnešní Peking), obsazením metropole a ovládnutím dvora. Ustoupivší Ajuširidara se spojil s Bolodovým konkurentem Kökö Temürem z Che-nanu a následující rok vyhnali Bolodovy oddíly z Ta-tu. Boj jüanských armád o kontrolu nad metropolí ještě více oslabil autoritu ústřední vlády.
Z válek mezi rebelskými státy i vládními vojsky vyšel vítězně Ču Jüan-čang v čele říše Ming. Roku 1368 mingská armáda dobyla Peking, Togon Temür s dvorem uprchl do Šang-tu, druhé metropole. Následující rok musel ustoupit do Jing-čchangu (dnes ve vnitřním Mongolsku), zde zemřel na úplavici v květnu 1370. Novým císařem říše Jüan a velikým chánem se stal Ajuširidara. Vzápětí museli Mongolové ustoupit na sever za poušť Gobi do Karakorumu.
Mingská vláda udělila Togon Temürovi posmrtné jméno Šun-ti (順帝), naznačující přechod mandátu nebes na novou mingskou dynastii. Ale jeho syn a nástupce mu udělil posmrtné jméno Süan-žen pchu-siao chuang-ti (宣仁普孝皇帝) a chrámové jméno Chuej-cung (惠宗).